# Burmagomphus laidlawi
Burmagomphus laidlawi är en trollsländeart som beskrevs av Fraser 1924. Burmagomphus laidlawi ingår i släktet Burmagomphus och familjen flodtrollsländor. IUCN kategoriserar arten globalt som otillräckligt studerad. Inga underarter finns listade i Catalogue of Life.